# Heikki Kovalainen
Heikki Kovalainen, né le 19 octobre 1981 à Suomussalmi en Finlande, est un pilote automobile finlandais. Il participe à 111 Grands Prix de Formule 1, pour une victoire.
Vice-champion du championnat GP2 Series en 2005 derrière Nico Rosberg, il fait ses débuts dans le championnat du monde de Formule 1 en 2007. Après trois saisons chez Renault F1 Team et McLaren Racing, marquées par une victoire lors du Grand Prix de Hongrie en 2008, Kovalainen rejoint l'équipe Lotus de Tony Fernandes en 2010, puis pilote pour Caterham en 2012.
Il ne retrouve pas de volant de titulaire pour la saison 2013 et poursuit chez Caterham en tant que pilote-essayeur. Il remplace toutefois Kimi Räikkönen, blessé au dos, chez Lotus F1 Team pour les deux derniers Grands Prix de la saison 2013.

## Biographie

### Début de carrière
Heikki Kovalainen commence sa carrière dans les compétitions de karting en 1991. S'affirmant au fil des années comme l'un des spécialistes mondiaux de la spécialité, il remporte notamment en 2000 les Masters Elf organisés à Paris-Bercy.
En 2001, Kovalainen accède au sport automobile dans le championnat britannique de Formule Renault, qu'il termine à la quatrième place du classement général avec deux victoires, ce qui fait de lui le meilleur débutant de l'année. En 2002, soutenu par le Renault Driver Development (une structure montée par Bruno Michel et Flavio Briatore et destinée à préparer les futurs pilotes de la marque au losange en Formule 1), il passe en Formule 3 britannique, où il s'affirme à nouveau comme le meilleur débutant de l'année avec cinq victoires et la troisième place au championnat.
En 2003, toujours soutenu par Renault, Kovalainen dispute le championnat de World Series by Nissan. Pour sa première saison dans la discipline, il termine vice-champion derrière son coéquipier Franck Montagny, avant de conquérir le titre en 2004. Mais cette année-là, il se fait surtout connaître du grand public en remportant au Stade de France la « Race of Champions », compétition de prestige au cours de laquelle il domine successivement plusieurs stars établies du sport automobile : David Coulthard, Jean Alesi, Michael Schumacher puis Sébastien Loeb en finale.
En 2005, il rejoint le nouveau championnat GP2 Series qu'il aborde en position de favori. Mais après un remarquable début de saison, il est finalement battu sur le fil par Nico Rosberg et doit se contenter de la place de vice-champion. Parallèlement à sa saison de GP2, Kovalainen est en 2005 le deuxième pilote essayeur du Renault F1 Team, l'autre étant Franck Montagny, avant d'occuper seul en 2006 le poste de pilote essayeur. Avec plus de 18 000 kilomètres couverts en 2006, Heikki Kovalainen a mené aux côtés de ses équipiers Alonso et Fisichella une large part du développement de la voiture championne du monde.
Depuis ses années de pilote essayeur chez Renault, Kovalainen est surnommé « Jean-Pierre Kova » à la suite d'une boutade de Flavio Briatore, alors directeur du Renault F1 Team, faite en réponse à la presse française qui lui reprochait régulièrement de ne pas accorder sa confiance aux pilotes français.

### Débuts en F1 chez Renault

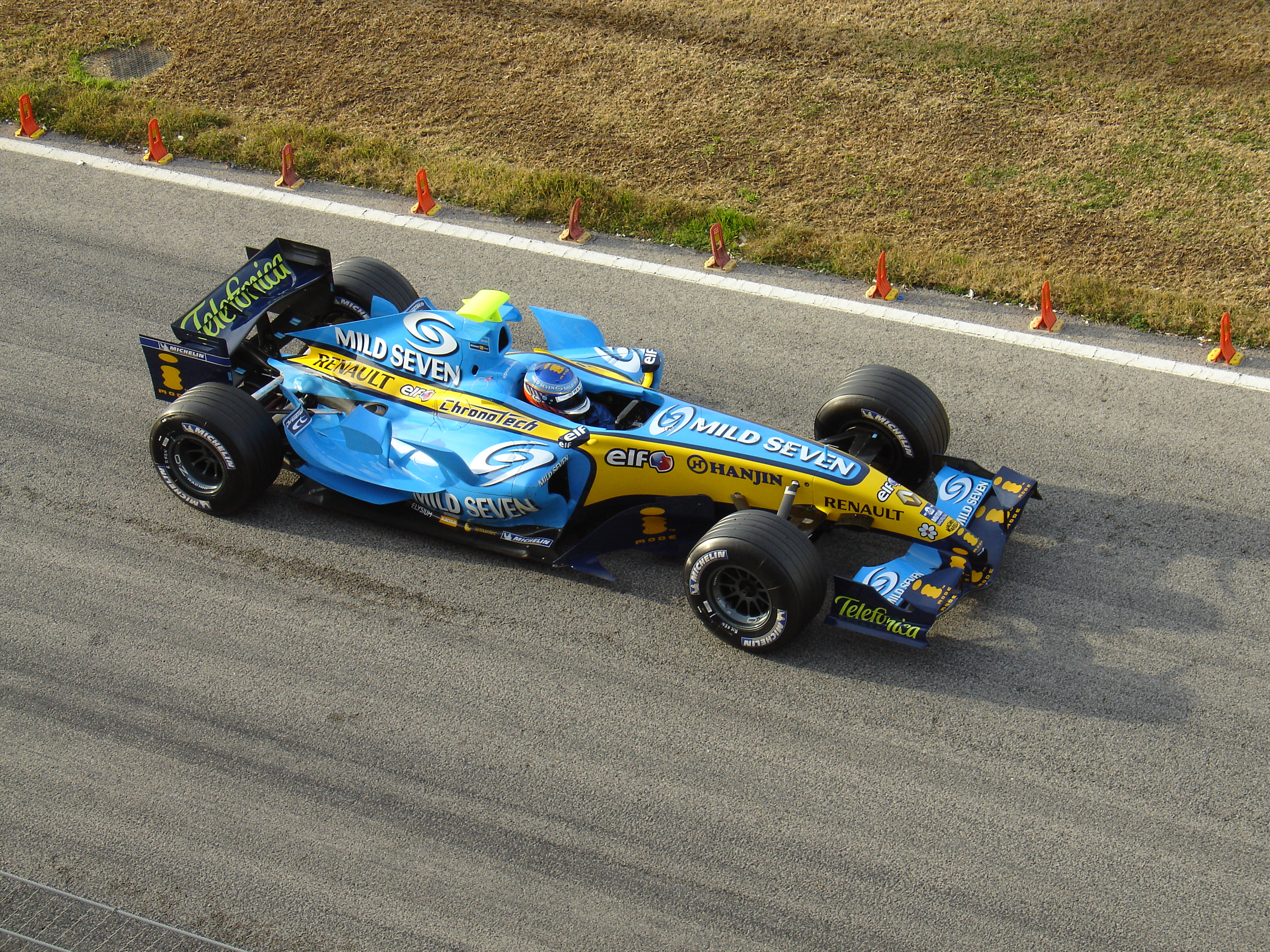
Heikki Kovalainen sur Renault lors des tests d'intersaison sur le circuit de Valence, en Espagne en février 2006.

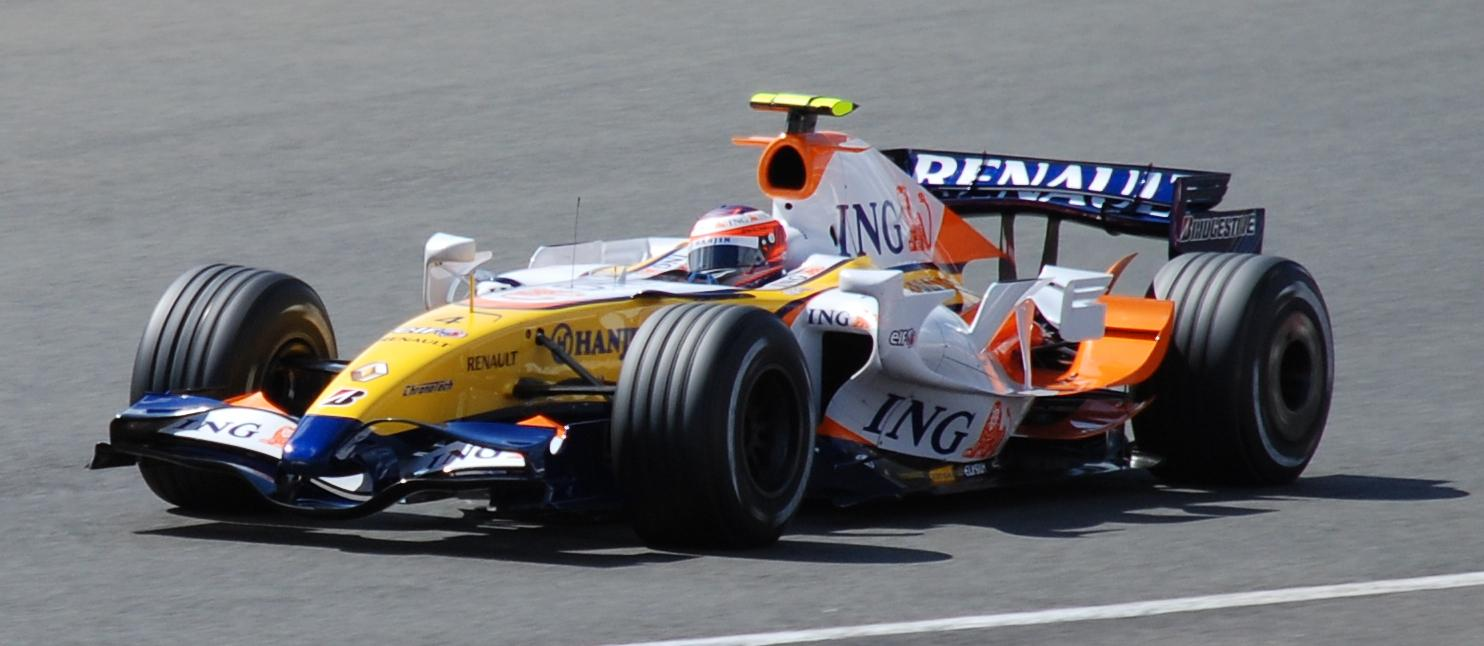
Heikki Kovalainen sur la R27

Ses prestations en tant que pilote essayeur apparaissent suffisamment convaincantes à Renault F1 Team pour que l'écurie sacrée championne du monde des constructeurs en 2006 décide de le titulariser en 2007 en remplacement du double champion du monde dans cette même écurie, l'Espagnol Fernando Alonso, transféré alors chez McLaren, lui offrant ainsi l'opportunité de courir en Grand Prix dans une équipe de pointe.
Auteur de débuts poussifs, surtout comparés à ceux de Lewis Hamilton, qui lui valent de sévères critiques de la part de son propre patron Flavio Briatore, Heikki semble toucher le fond à l'occasion des essais du Grand Prix du Canada au cours desquels, après deux accidents et une casse moteur, il se qualifie en dix-neuvième position mais part finalement dernier après un changement de moteur qui lui vaut une pénalité de dix places sur la grille. Le paddock bruit alors de rumeurs sur son possible limogeage mais le lendemain, il met à profit les circonstances de course (multiples interventions de la voiture de sécurité) pour décrocher la quatrième place devant Räikkönen et Alonso. Beaucoup d'observateurs s'accordent à voir dans ce résultat un choc psychologique car la semaine suivante, il se classe cinquième du Grand Prix des États-Unis, un résultat qui lui, ne doit rien aux circonstances puisque pour la deuxième fois de l'année, il semble avoir pris l'ascendant en performance sur son expérimenté coéquipier Giancarlo Fisichella.
La tendance se confirmera durant la deuxième moitié de saison et lui vaut de terminer à la septième place du championnat du monde avec en point d'orgue une deuxième place conquise de haute lutte sous la pluie au Japon face à son ami et compatriote Kimi Räikkönen. Outre ses qualités de vitesse, il se révèle également comme un pilote très fiable puisqu'il n'enregistre que deux abandons dans la saison : au soixante-seizième tour du Grand Prix de Monaco où son moteur casse (il est toutefois classé treizième), et lors de la dernière course, à Interlagos, quand un problème mécanique cause sa sortie de piste. Sans cet abandon, il serait devenu le premier pilote de Formule 1 à être classé à chaque course de sa première saison. 
Cette même année, il participe au marathon ING de New York, la banque néerlandaise étant le sponsor principal de l'écurie Renault, et réalise un temps de 3 h 30.
La belle impression globale laissée par Kovalainen est toutefois insuffisante pour lui permettre de conserver sa place chez Renault qui pour la saison 2008, au côté de Fernando Alonso, préfère accorder sa confiance au jeune Brésilien Nelsinho Piquet. Le Finlandais trouve refuge au sein de la puissante écurie McLaren-Mercedes où, pour la deuxième année consécutive, il récupère le volant d'Alonso.

### Transfert chez McLaren: premières pole position et victoire en Formule 1

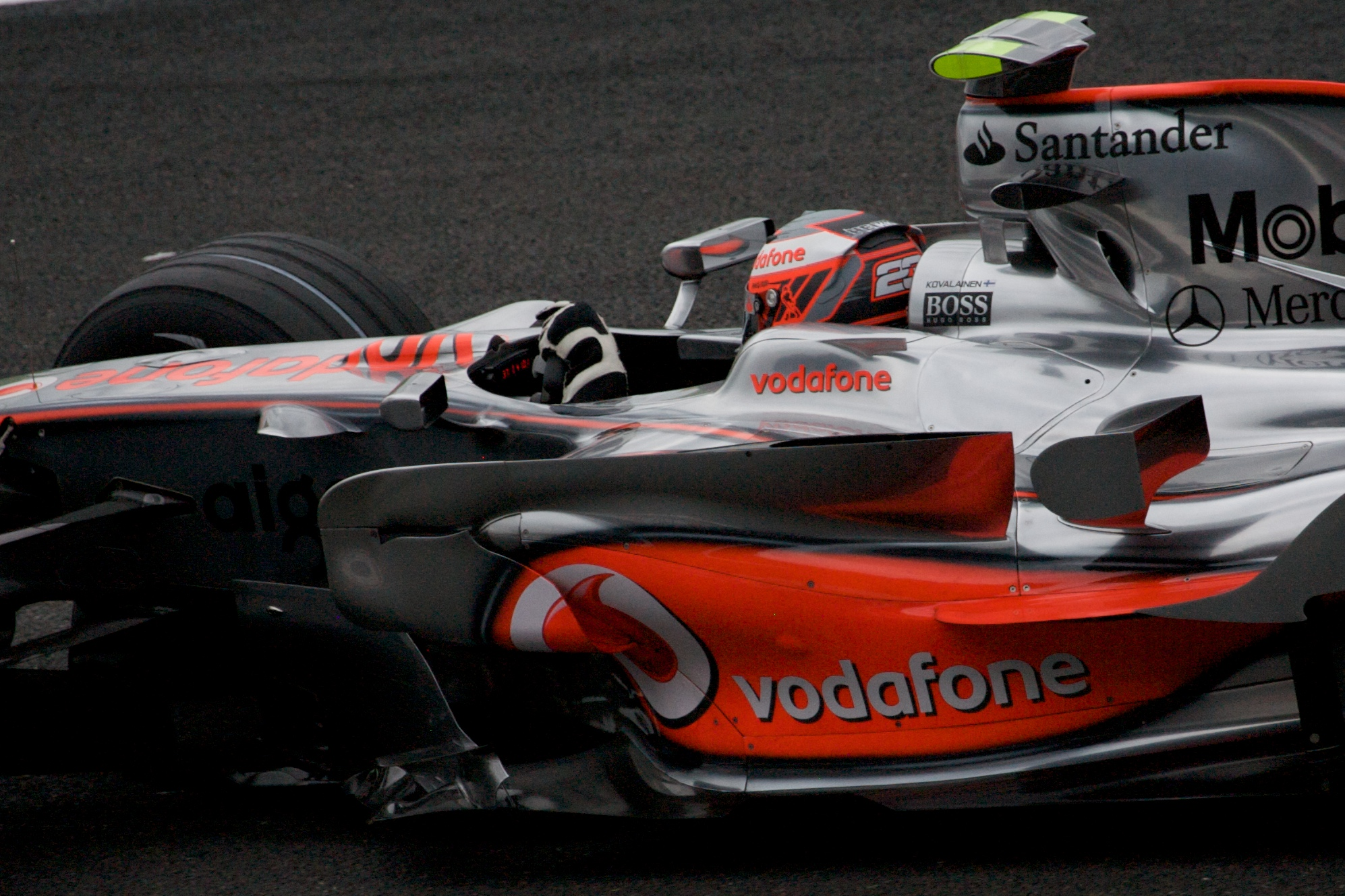
Kovalainen au Grand Prix de Belgique 2008.

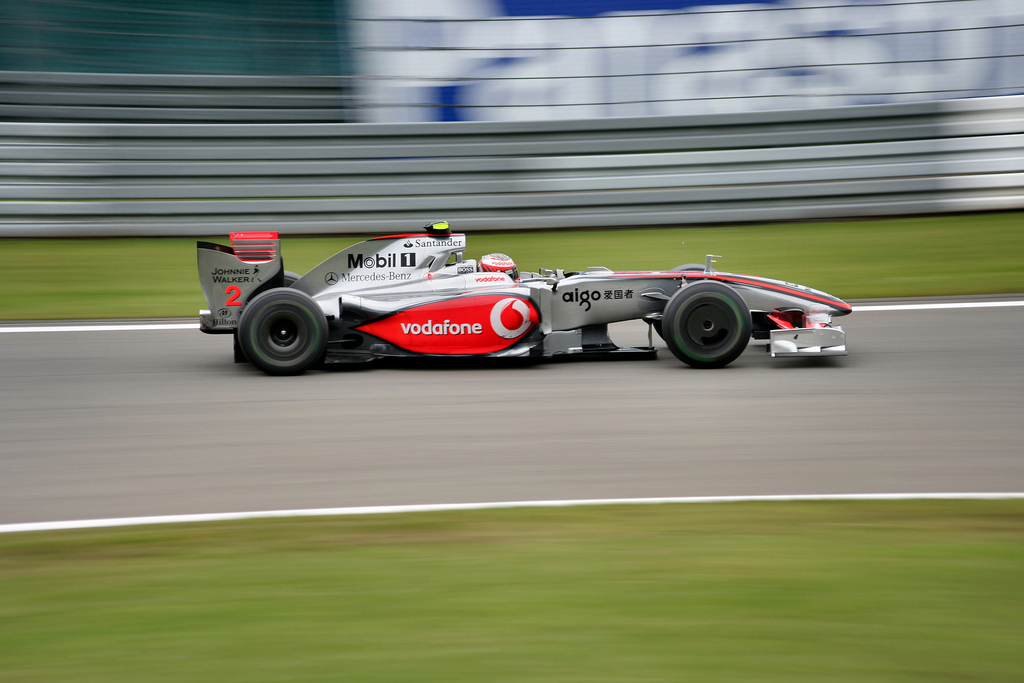
Kovalainen et la MP4/24 sur le Nürburgring

Annoncé début 2008 comme le faire-valoir de son coéquipier Lewis Hamilton, grande révélation de la saison précédente, Kovalainen surprend positivement en affichant d'entrée de jeu un niveau de performance assez proche de son chef de file. Son début de saison, tout en régularité, connaît un brutal coup d'arrêt à l'occasion du Grand Prix d'Espagne au cours duquel l'explosion de son pneu avant gauche dans l'un des virages le plus rapides du circuit l'envoie percuter un mur de pneus à haute vitesse, nécessitant son évacuation par hélicoptère. Malgré la violence du choc (après l'étude des données, l'équipe anglo-allemande a établi que la vitesse d'Heikki était d'environ 240 km/h quand le pneu a explosé, et que l'impact a eu lieu à 130 km/h - Il aurait subi une décélération de 27 g.), il ne souffre que de contusions légères,.
Deux mois plus tard, il réalise la première pole position de sa carrière en Formule 1 à l'occasion du Grand Prix de Grande-Bretagne,, sur le circuit de Silverstone.
Il remporte au début du mois d'août sa première victoire à Budapest, sur le Hungaroring, lors du Grand Prix de Hongrie,, devenant pour l'anecdote le centième vainqueur d'un Grand Prix de Formule 1. Kovalainen termine septième au classement final de la saison 2008, à cause notamment d'une malchance récurrente (quatre abandons dus à des soucis techniques).
En 2009, Kovalainen veut faire mieux mais la McLaren n'est pas du tout au niveau en début de saison, si bien qu'Hamilton et Kovalainen sont parfois en lutte avec les plus modestes Force India pour passer le cap de la première séance de qualification. Kovalainen fait jeu égal avec son coéquipier en qualifications mais ne concrétise pas en course. À Sepang et à Monaco, il tape le mur, à Melbourne et à Silverstone, il est percuté respectivement par Mark Webber et Sébastien Bourdais et à Barcelone, il est victime d'une casse de boîte de vitesses en début de course. Il est pourtant souvent devant son équipier au moment de ses abandons.
Le Finlandais ne marque des points qu'à sept reprises : à Shanghai où, auteur d'une course sage, il remonte jusqu'au cinquième rang, au Nürburgring, où il arrache le point de la huitième place, sur le Hungaroring avec une nouvelle cinquième place alors que son coéquipier Hamilton remporte la course, à Valence (quatrième), en Belgique (sixième), à Monza (sixième) et à Singapour (septième). Kovalainen ne termine que onzième du championnat du monde avec 22 points, il perd sa place chez McLaren au profit du champion du monde en titre, Jenson Button.

### 2010-2012: les années Lotus/Caterham

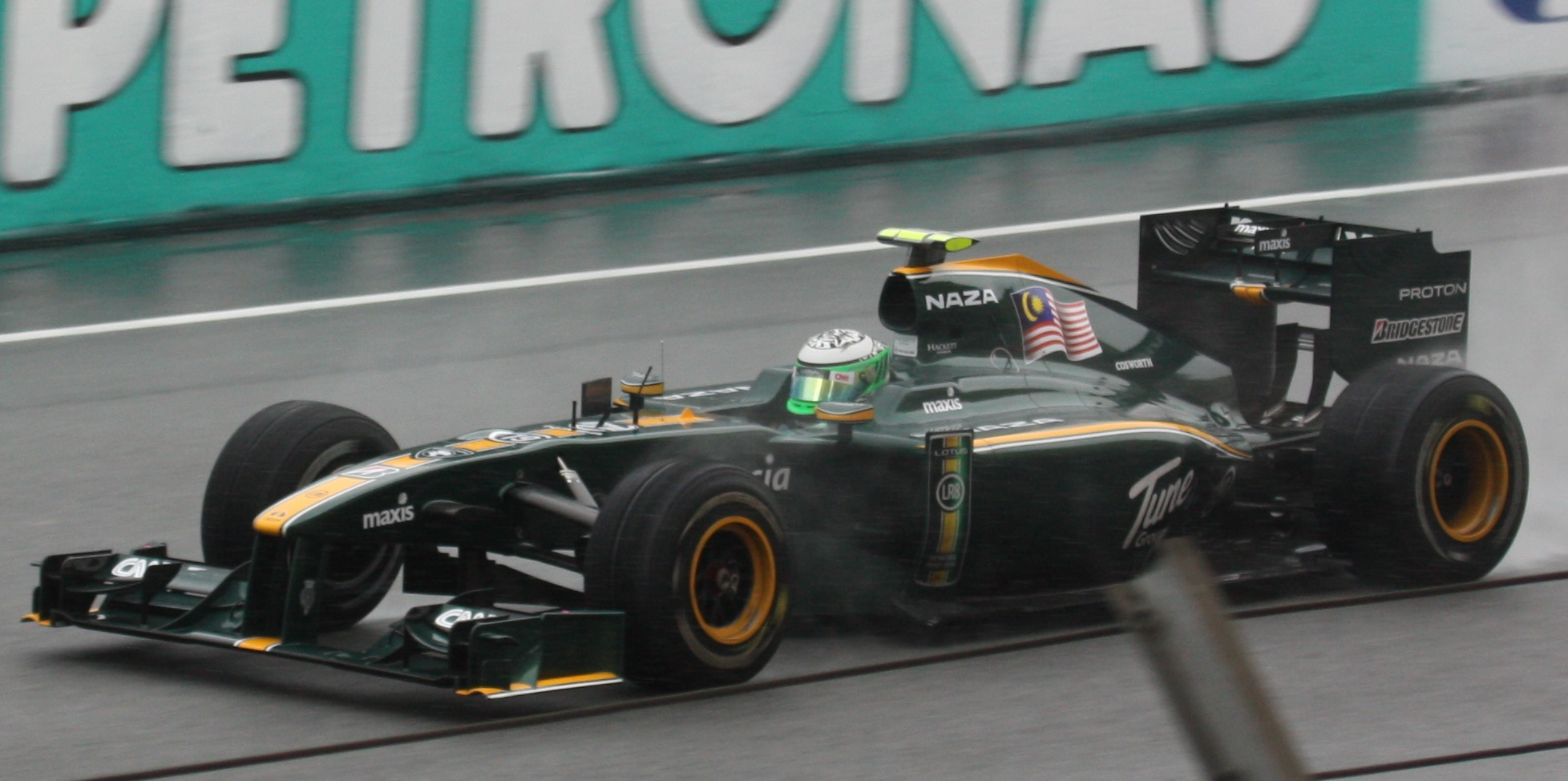
Heikki Kovalainen sur la Lotus-Cosworth à Sepang en 2010

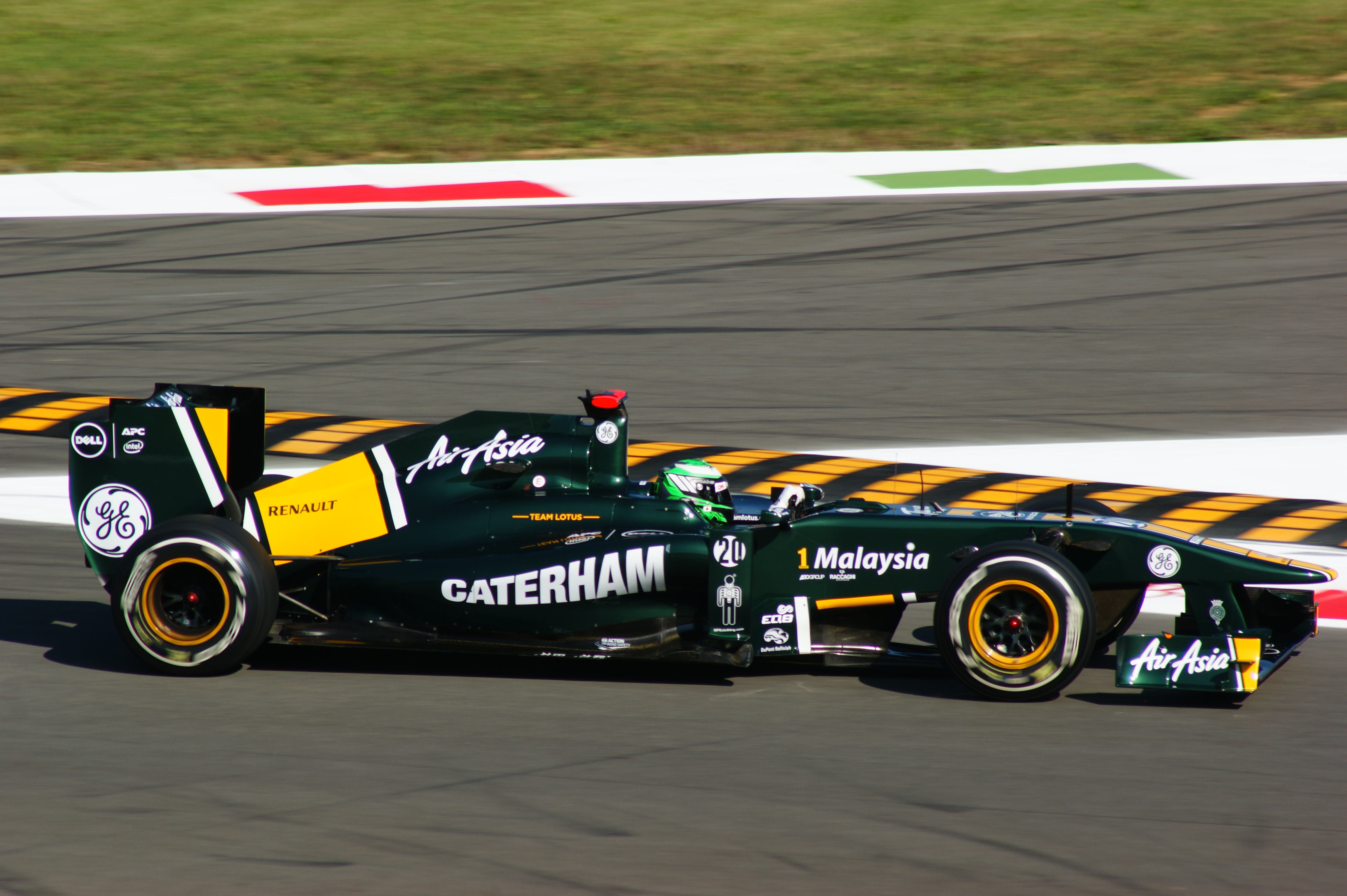
Heikki Kovalainen à Monza en 2011

Le 14 décembre 2009, la nouvelle écurie Lotus Racing titularise Kovalainen et Jarno Trulli pour 2010. Après quatre courses, le Finlandais domine son coéquipier en qualifications comme en course et décroche comme meilleur résultat une treizième place à Melbourne. 
Dans des conditions climatiques difficiles, il hisse sa Lotus en Q2 en qualification à Sepang et Spa-Francorchamps et parvient à pointer au sixième rang provisoire lors des courses de Shanghai et Montréal. À Singapour, le Finlandais fait preuve d'un calme surprenant lorsque, après avoir été accroché par Sébastien Buemi, sa voiture prend feu : le pilote éteint lui-même l'incendie à l'aide d'un extincteur. Lors de la course suivante, à Suzuka, Kovalainen assure la dixième place de Lotus Racing au championnat constructeurs en terminant douzième du Grand Prix du Japon, avant d'obtenir une nouvelle treizième place en Corée. Il se classe vingtième du championnat du monde, sans avoir inscrit de point, pour la première fois de sa carrière.
En 2011, la monoplace est dotée d'un moteur V8 Renault et, sans toutefois atteindre les objectifs initiaux, est plus performante que sa devancière. Heikki Kovalainen se hisse à trois reprises en Q2 et se bat régulièrement avec des monoplaces plus rapides en milieu de peloton. Il est le pilote du plateau qui devance le plus souvent son coéquipier en qualifications (17 confrontations remportées sur 19). Sa meilleure position sur la grille est une quinzième place en Espagne et son meilleur résultat une treizième place à Monza. Son patron Tony Fernandes est tellement impressionné par ses performances qu'il déclare : "Si nous fournissions une meilleure voiture à Heikki, il se battrait pour le titre mondial". Il finit la saison vingt-deuxième, sans avoir inscrit de point. 

### 2013: pilote-essayeur chez Caterham et pigiste chez Lotus
En 2013, Caterham F1 Team change l'intégralité de son duo de pilotes : Charles Pic arrive de chez Marussia F1 Team et Giedo van der Garde accède à la Formule 1. Heikki Kovalainen se retrouve initialement sans volant. 
Face aux décevants résultats de début de saison, Caterham rappelle Kovalainen pour effectuer plusieurs séances d'essais le vendredi matin, à partir du Grand Prix d'Espagne.
Le Finlandais retrouve finalement un poste de titulaire en fin de saison, au sein de l'écurie Lotus F1 Team. Il est en effet choisi pour remplacer Kimi Räikkönen, en conflit larvé avec son équipe, qui renonce à disputer les deux dernières épreuves de l'année pour se faire opérer du dos avant de poursuivre sa carrière chez Ferrari. Huitième des qualifications du Grand Prix automobile des États-Unis 2013, il termine quatorzième de la course après plusieurs ennuis techniques, dont la perte de son SREC. À nouveau quatorzième lors du Grand Prix automobile du Brésil 2013, il termine vingt-et-unième du championnat du monde.

### Reconversion
Le 25 août 2014, BMW Motorsport annonce que le pilote finlandais va piloter une BMW M4 DTM, lors d'une journée d'essais, sur le Lausitzring, en Allemagne. À l'issue de cette journée, Kovalainen considère la voiture « impressionnante » et l'équipe, ainsi que l'environnement, « très professionnel[s] ». Il est fortement pressenti pour piloter pour BMW en 2015, pour remplacer António Félix da Costa ou Joey Hand. Cela n'arrive toutefois pas. Heikki Kovalainen fait son retour sur les circuits en 2015, en Super GT, le championnat de voitures de sport japonais ; le Finlandais y fait son apprentissage et termine 13e du classement général. Il participe également à son premier rallye, comptant pour le Championnat de Finlande des rallyes. En 2016, le pilote finlandais remporte son premier titre de champion Super GT catégorie GT500 sur Denso Kobelco SARD RC F.

## Carrière

### Résultats en GP2 Series
| Saison | Écurie              | Courses disputées | Pole positions | Victoires | Points inscrits | Classement |
| ------ | ------------------- | ----------------- | -------------- | --------- | --------------- | ---------- |
| 2005   | Arden International | 23                | 2              | 5         | 105             | 2e         |

### Résultats en championnat du monde de Formule 1

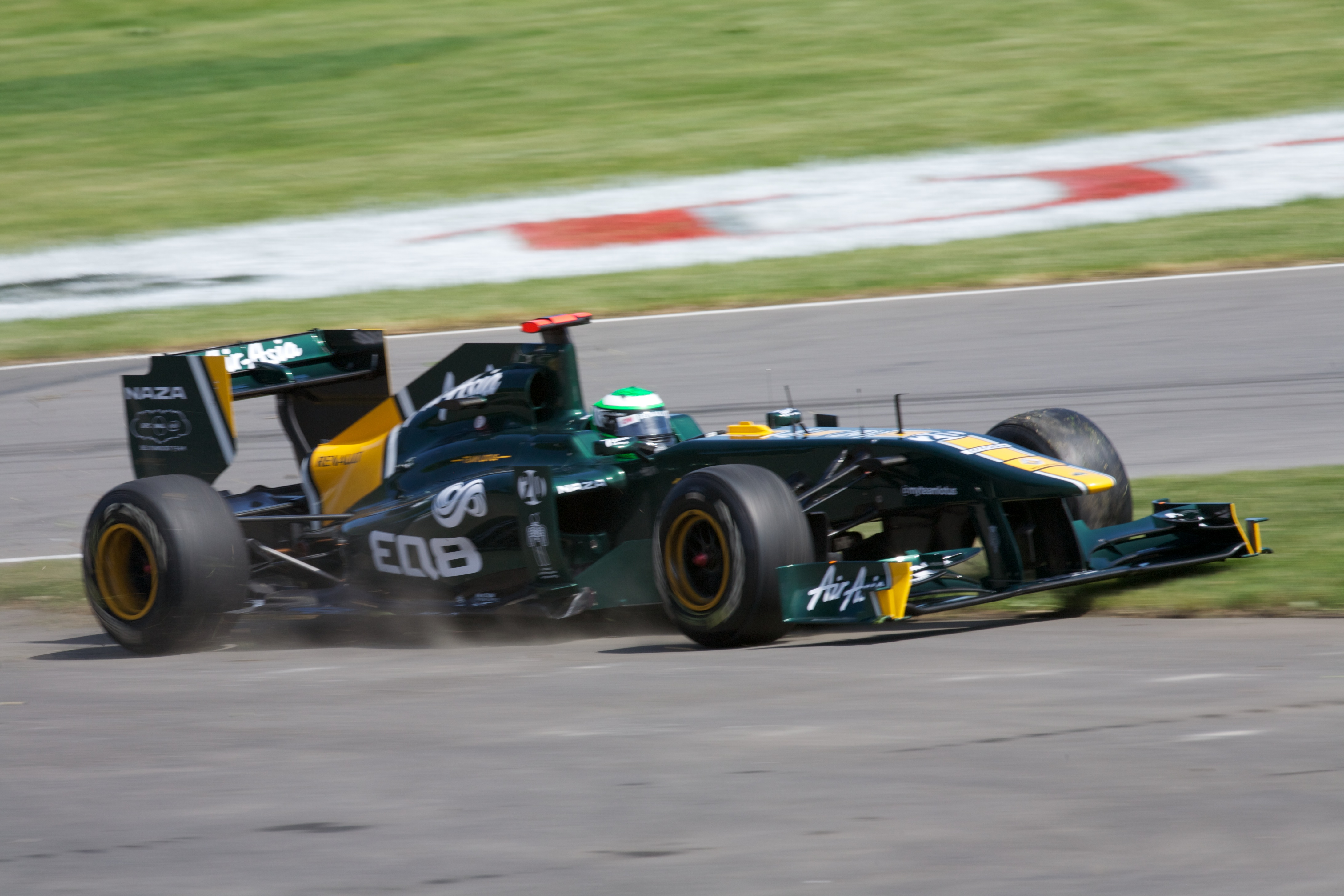
Kovalainen sur la Lotus-Renault T128 à Montreal en 2011

À l'issue du Grand Prix automobile du Brésil 2013
- 111 Grands Prix.
- 1 victoire.
- 4 podiums: 1 victoire, 2 fois 2e, 1 fois 3e.
- 105 points marqués.
- 1 pole position
- 5 départs en première ligne
- 2 meilleurs tours en course.
- 29 arrivées dans les points
- 42 tours en tête
- 21 abandons.

- Débuts en Formule 1 : le 18 mars 2007 au Grand Prix d'Australie, sur le Circuit de l'Albert Park – 10e.
- Meilleur résultat en championnat : 7e en 2007 et 2008.

| Saison | Écurie                    | Châssis | Moteur      | Pneus       | GP disputés | Pole Positions | Victoire | Records du tour | Podiums | Dans les points | Abandons | Points inscrits | Classement |
| ------ | ------------------------- | ------- | ----------- | ----------- | ----------- | -------------- | -------- | --------------- | ------- | --------------- | -------- | --------------- | ---------- |
| 2007   | ING Renault F1 Team       | R27     | Renault V8  | Bridgestone | 17          | 0              | 0        | 0               | 1       | 11              | 1        | 30              | 7e         |
| 2008   | Vodafone McLaren Mercedes | MP4-23  | Mercedes V8 | Bridgestone | 18          | 1              | 1        | 2               | 3       | 11              | 4        | 53              | 7e         |
| 2009   | Vodafone McLaren Mercedes | MP4-24  | Mercedes V8 | Bridgestone | 17          | 0              | 0        | 0               | 0       | 7               | 5        | 22              | 12e        |
| 2010   | Lotus Racing              | T127    | Cosworth V8 | Bridgestone | 18          | 0              | 0        | 0               | 0       | 0               | 5        | 0               | 20e        |
| 2011   | Team Lotus                | T128    | Renault V8  | Pirelli     | 19          | 0              | 0        | 0               | 0       | 0               | 5        | 0               | 22e        |
| 2012   | Caterham F1 Team          | CT01    | Renault V8  | Pirelli     | 20          | 0              | 0        | 0               | 0       | 0               | 1        | 0               | 22e        |
| 2013   | Lotus F1 Team             | E21     | Renault V8  | Pirelli     | 2           | 0              | 0        | 0               | 0       | 0               | 0        | 0               | 21e        |

| 2007          | ING Renault F1 Team       | Renault R27    | Renault RS27 V8      | B | AUS 10e  | MAL 8e   | BAH 9e  | ESP 7e   | MON 13e  | CAN 4e   | USA 5e   | FRA 15e  | GBR 7e   | EUR 8e  | HON 8e   | TUR 6e  | ITA 7e  | BEL 8e  | JPN 2e  | CHN 9e   | BRA Abd. |         |         |         | 30 | 7e  |
| 2008          | Vodafone McLaren Mercedes | McLaren MP4-23 | Mercedes FO 108V V8  | B | AUS 5e   | MAL 3e   | BAH 5e  | ESP Abd. | TUR 12e  | MON 8e   | CAN 9e   | FRA 4e   | GBR 5e   | GER 5e  | HON 1er  | EUR 4e  | BEL 10e | ITA 2e  | SIN 10e | JPN Abd. | CHN Abd. | BRA 7e  |         |         | 53 | 7e  |
| 2009          | Vodafone McLaren Mercedes | McLaren MP4-24 | Mercedes FO 108W V8  | B | AUS Abd. | MAL Abd. | CHN 5e  | BAH 12e  | ESP Abd. | MON Abd. | TUR 14e  | GBR Abd. | GER 8e   | HON 5e  | EUR 4e   | BEL 6e  | ITA 6e  | SIN 7e  | JPN 11e | BRA 12e  | ABD 11e  |         |         |         | 22 | 12e |
| 2010          | Lotus Racing              | Lotus T127     | Cosworth CA2010 V8   | B | BAH 15e  | AUS 13e  | MAL 18e | CHN 14e  | ESP Np.  | MON Abd. | TUR Abd. | CAN 16e  | EUR Abd. | GBR 17e | GER Abd. | HON 14e | BEL 16e | ITA 18e | SIN 16e | JPN 12e  | COR 13e  | BRA 18e | ABD 17e |         | 0  | 20e |
| 2011          | Team Lotus                | Lotus T128     | Renault RS27-2011 V8 | P | AUS Abd. | MAL 15e  | CHI 16e | TUR 19e  | ESP Abd. | MON 14e  | CAN Abd. | EUR 19e  | GBR Abd. | ALL 16e | HON Abd. | BEL 15e | ITA 13e | SIN 16e | JAP 18e | COR 14e  | IND 14e  | ABU 17e | BRÉ 16e |         | 0  | 22e |
| 2012          | Caterham F1 Team          | Caterham CT01  | Renault RS27-2012 V8 | P | AUS Abd. | MAL 18e  | CHI 23e | BAH 17e  | ESP 16e  | MON 13e  | CAN 18e  | EUR 14e  | GBR 17e  | ALL 19e | HON 17e  | BEL 17e | ITA 14e | SIN 15e | JAP 15e | COR 17e  | IND 18e  | ABU 13e | USA 18e | BRÉ 14e | 0  | 22e |
| 2013          | Lotus F1 Team             | Lotus E21      | Renault RS27-2013 V8 | P | AUS      | MAL      | CHI     | BAH      | ESP      | MON      | CAN      | GBR      | ALL      | HON     | BEL      | ITA     | SIN     | COR     | JPN     | IND      | ABD      | USA 14e | BRÉ 14e |         | 0  | 21e |
| Légende : ici |                           |                |                      |   |          |          |         |          |          |          |          |          |          |         |          |         |         |         |         |          |          |         |         |         |    |     |

### Victoire en championnat du monde de Formule 1
| # | Année | Manche | Date        | Grand Prix | Circuit     | Position départ | Écurie  | Voiture |
| - | ----- | ------ | ----------- | ---------- | ----------- | --------------- | ------- | ------- |
| 1 | 2008  | 11/18  | 3 août 2008 | Hongrie    | Hungaroring | 2e              | McLaren | MP4-23  |

### Race of Champions
- Champion des Champions : 2004.
- Coupe des Nations: 2006 (en équipe avec Marcus Grönholm)